# Planalto Alegre
Planalto Alegre là một đô thị thuộc bang Santa Catarina, Brasil. Đô thị này có diện tích 62,632 km², dân số năm 2007 là 2639 người, mật độ 37,8 người/km².